# آيت العاصب (آيت سعدلي لوطا)
آيت العاصب هو دُوَّار يقع بجماعة أبادو، إقليم الحوز، جهة مراكش آسفي في المملكة المغربية. ينتمي الدوّار لمشيخة آيت سعدلي لوطا التي تضم 21 دوار. يقدر عدد سكانه بـ 59 نسمة حسب الإحصاء الرسمي للسكان والسكنى لسنة 2004.

## وصلات خارجية
- البوابة الوطنية للجماعات الترابية
- المندوبية السامية للتخطيط